# Perwaja Liga (Eishockey)
Die Perwaja Liga (russisch Первая лига) war im sowjetischen Eishockey die zweithöchste Spielklasse unter der Wysschaja Liga. Von 1947 bis 1970 trug die zweithöchste Spielklasse den Namen Klass B oder auch Klass A Gruppe 2. Unterhalb der Perwaja Liga bestand die Wtoraja Liga (russisch Вторая лига). Diese Liga wurde mit Auflösung der Sowjetunion 1992 aufgelöst.

## Meister der Klass B
- 1954 Dinamo Nowosibirsk
- 1955 Spartak Swerdlowsk
- 1956 Burewestnik Tscheljabinsk
- 1957 SKWO Kalinin
- 1958 LIISchT Leningrad
- 1959 Spartak Omsk
- 1960 Metallurg Stalinsk
- 1961 SKWO Kujbyschew
- 1962 SK Uritskogo Kasan
- 1963 Burewestnik Pensa
- 1964 SKA Nowosibirsk
- 1965 Dinamo Kiew
- 1966 Torpedo Minsk
- 1967 Spartak Swerdlowsk
- 1968 HK Traktor Tscheljabinsk
- 1969 Torpedo Jaroslawl
- 1970 Torpedo Minsk

## Meister der Perwaja Liga
- 1971 HK Lokomotive Moskau
- 1972 Awtomobilist Swerdlowsk
- 1973 Dinamo Riga
- 1974 Kristall Saratow
- 1975 HK Sibir Nowosibirsk
- 1976 Kristall Saratow
- 1977 Awtomobilist Swerdlowsk
- 1978 Salawat Julajew Ufa
- 1979 Ischstal Ischewsk
- 1980 HK Dinamo Minsk
- 1981 Ischstal Ischewsk
- 1982 Salawat Julajew Ufa
- 1983 HK Sibir Nowosibirsk
- 1984 Awtomobilist Swerdlowsk
- 1985 Salawat Julajew Ufa
- 1986 Dinamo Charkiw, Torpedo Toljatti
- 1987 Torpedo Jaroslawl, Ischstal Ustinow
- 1988 SK Uritskogo Kasan, HK Sibir Nowosibirsk
- 1989 SK Uritskogo Kasan (West), Torpedo Ust-Kamenogorsk (Ost)
- 1990 Metallurg Tscherepowez
- 1991 HK Lada Toljatti
- 1992 Salawat Julajew Ufa